# Elizabeth de Bathory, contesa însângerată
Elizabeth de Bathory, contesa însângerată (Bathory) este un film dramatic fantastic din 2008 regizat de Juraj Jakubisko. Este cel mai scump film slovac, ceh și maghiar din istorie, cu un buget de peste 300 de milioane de coroane. Prezintă viața contesei Elisabeta Báthory, cunoscută pentru infamiile comise prin torturarea și uciderea a câtorva sute de fete.

## Distribuție
- Anna Friel - contesa Elizabeth Báthory
- Karel Roden - György Thurzó
- Vincent Regan - Ferenc Nádasdy
- Hans Matheson - Merisi/Caravaggio
- Franco Nero -  regele Matia Corvin
- Deana Jakubisková-Horváthová - Darvulia
- Monika Hilmerová - Erzsébet Czobor
- Bolek Polívka - Monk Peter
- Antony Byrne - Pastorul Ponicky
- Jiří Mádl - Neophyte Cyril
- Lucie Vondráčková - Lucia
- Marek Majeský - Gabriel Báthory
- Míra Nosek - Nikola Zrinski
- Marek Vašut - Gabriel Bethlen
- Hana Vagnerová - Margita
- Jana Oľhová - Dora
- Michaela Drotárová - Erika
- Sandra Pogodová - Sára

## Legături externe
- Elizabeth de Bathory, contesa însângerată la Internet Movie Database